# Xã Lackawaxen, Quận Pike, Pennsylvania
Xã Lackawaxen (tiếng Anh: Lackawaxen Township) là một xã thuộc quận Pike, tiểu bang Pennsylvania, Hoa Kỳ. Năm 2010, dân số của xã này là 4.994 người.